# Guerra polacco-lituano-teutonica
La guerra polacco–lituano–teutonica (o grande guerra) è un conflitto avvenuto tra il 1409 e il 1411 che vide il Regno di Polonia e il Granducato di Lituania combattere insieme contro i cavalieri teutonici. Con l'ispirazione data dalla rivolta in Samogizia, la guerra cominciò con l'invasione teutonica della Polonia nell'agosto del 1409. Dato che entrambi gli schieramenti erano impreparati a una guerra su larga scala, Venceslao di Lussemburgo negoziò un armistizio di nove mesi. Al termine dell'armistizio, a giugno 1410, i cavalieri teutonici furono sconfitti nella battaglia di Grunwald, una delle battaglie più grandi dell'Europa medievale. La maggior parte del comando teutonico fu uccisa o fatta prigioniera. Sebbene sconfitti, i cavalieri teutonici resistettero all'assedio della loro capitale Marienburg (Malbork) subendo perdite territoriali minime nel primo trattato di Toruń del 1411. Le contese territoriali durarono fino al trattato di Melno del 1422. Tuttavia, i cavalieri non avrebbero mai più recuperato il loro precedente potere e il fardello finanziario dell'indennità di guerra causò nelle loro terre conflitti interni e portò al declino economico. La guerra modificò l'equilibrio di potere in Europa centrale e segnò la nascita dell'unione polacco-lituana come potenza dominante nella regione.

## Contesto storico

Polonia e Lituania (1386–1434)

Nel 1230, l'ordine teutonico, un ordine cavalleresco crociato, si spostò nella terra di Chełmno (oggi all'interno del voivodato della Cuaivia-Pomerania) e, su richiesta di Konrad I, re degli slavi di Masovia, avviò la crociata prussiana contro i clan prussiani pagani. Con il sostegno del Papa e del Sacro Romano Impero, i teutoni entro gli anni 1280 avevano conquistato e convertito i prussiani, e spostarono la loro attenzione sul pagano Granducato di Lituania. Per circa un secolo, i cavalieri hanno combattuto la crociata lituana, saccheggiando le terre lituane, in particolare la Samogizia, dato che separava i teutonici in Prussia dal loro ramo in Livonia. Le regioni al confine diventarono una landa disabitata, ma i teutonici guadagnarono poco terreno. I lituani avevano ceduto la Samogizia durante la guerra civile lituana (1381-1384) nel trattato di Dubysa del 1382. Il territorio veniva usato come pedina di scambio per assicurare il sostegno teutonico per uno degli schieramenti dell'interna lotta di potere.
Nel 1385, Il Granduca Jogaila di Lituania propose di sposare la regina Edvige di Polonia nell'unione di Krewo. Jogaila si convertì al Cristianesimo e venne incoronato re di Polonia, creando così un'unione personale tra il Regno di Polonia e il Granducato di Lituania. L'ufficiale conversione della Lituania al Cristianesimo annullò la motivazione religiosa per le attività teutoniche nell'area. Ciononostante, i cavalieri risposero mettendo pubblicamente in discussione la sincerità della conversione di Jogaila, portando la questione a una corte pontificia. La Samogizia, in mano ai teutoni dal trattato di Raciąż del 1404, era contesa. La Polonia rivendicava Danzig (Danzica) e la terra di Dobrzyń, ma i due stati erano in pace dal trattato di Kalisz (1343). Il conflitto è stato causato anche da motivazioni commerciali: i cavalieri controllavano la parte bassa dei tre fiumi più lunghi della Polonia e della Lituania (Nemunas, Vistola e Daugava).

## Svolgimento

### Rivolta, guerra, e armistizio
Nel maggio del 1409, scoppiò una rivolta in Samogizia, regione sotto il dominio teutonico. La Lituania sostenne la rivolta e i cavalieri minacciarono di fare invasione. La Polonia dichiarò il suo sostegno per la causa lituana e in risposta minacciò di invadere la Prussia. Mentre le truppe prussiane avevano evacuato la Samogizia, il Gran Maestro teutonico Ulrich von Jungingen dichiarò guerra al Regno di Polonia e al Granducato di Lituania il 6 agosto 1409. I cavalieri sperarono di sconfiggere la Polonia e la Lituania separatamente, perciò invasero la Grande Polonia e la Cuiavia, prendendo di sorpresa i polacchi. I cavalieri incendiarono il castello a Dobrin (Dobrzyń nad Wisłą), occuparono Bobrowniki dopo un assedio di quattordici giorni, conquistarono Bydgoszcz (Bromberg in tedesco), e depredarono molte città. I polacchi organizzarono contrattacchi e ripresero Bydgoszcz, mentre i samogiti attaccarono Memel (Klaipėda). Tuttavia, nessuno degli schieramenti era pronto per una guerra su larga scala.
Venceslao di Lussemburgo accettò di mediare la disputa. Venne firmato un armistizio l'8 ottobre 1409; sarebbe dovuto scadere il 24 giugno 1410. Entrambi gli schieramenti sfruttarono questo periodo per prepararsi alla battaglia, radunando le truppe e dedicandosi a manovre diplomatiche. Entrambi gli schieramenti mandarono lettere ed emissari per accusare l'altro di varie malefatte e minacce al mondo cristiano. Venceslao, che ricevette un dono di 60 000 fiorini dai cavalieri, dichiarò che la Samogizia apparteneva di diritto ai teutonici e solo la terra di Dobrzyń sarebbe dovuta essere restituita alla Polonia. I cavalieri pagarono anche 300 000 ducati a Sigismondo di Lussemburgo, che ambiva al principato di Moldavia, per il suo aiuto in battaglia. Sigismondo tentò di rompere l'alleanza polacco–lituana offrendo a Vitoldo una corona da re; l'accettazione di tale corona da parte di Vitoldo avrebbe violato i termini del trattato di Astrava e portato discordia tra Polonia e Lituania. Nello stesso momento Vitoldo riuscì ad ottenere un armistizio dall'ordine teutonico in Livonia.

### Strategia e marcia in Prussia

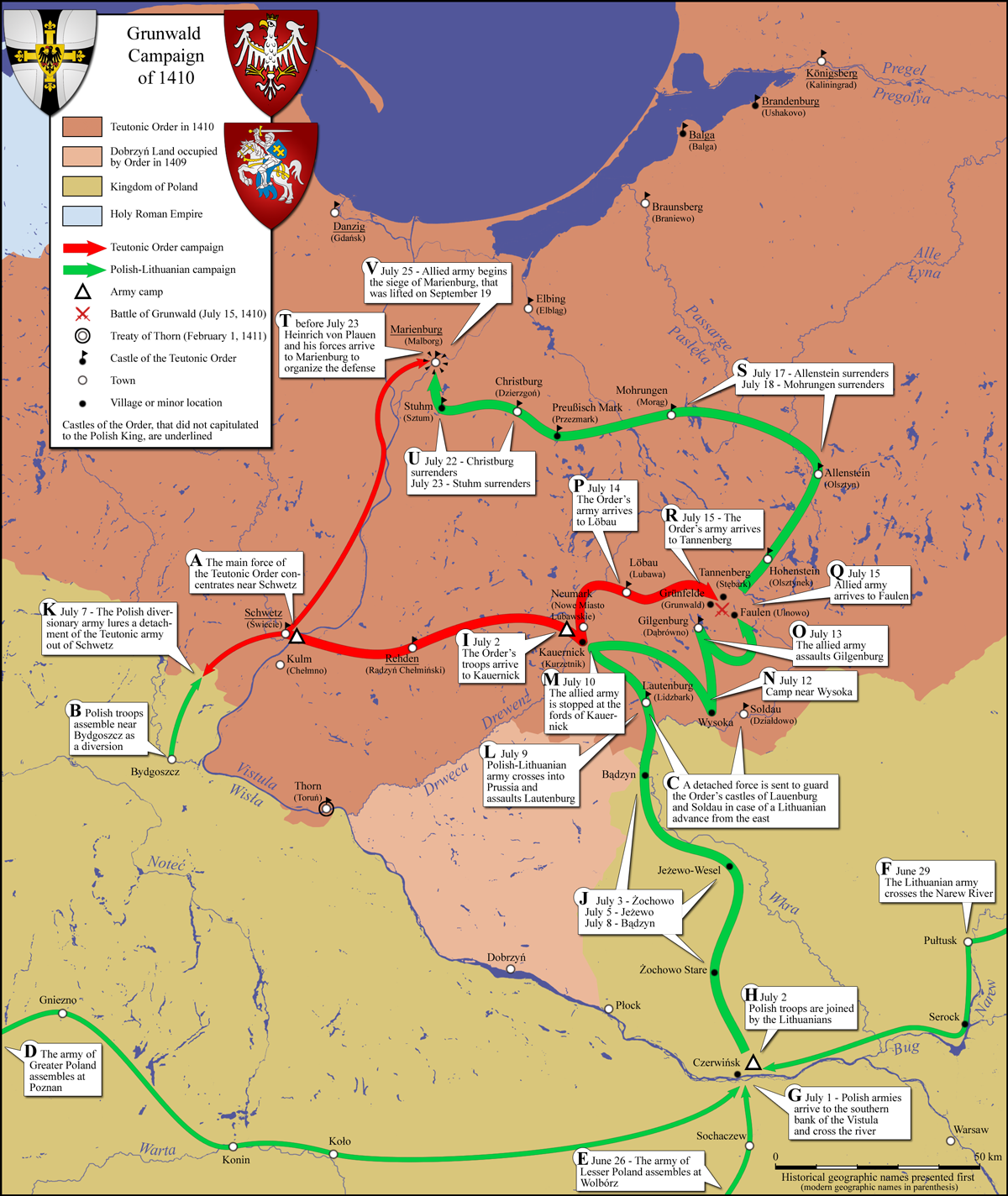
Mappa dei movimenti degli eserciti durante la campagna di Grunwald

Nel dicembre del 1409, Jogaila e Vitoldo decisero una strategia comune: i loro eserciti si sarebbero uniti in una singola forza e avrebbero marciato insieme verso Marienburg (Malbork), capitale dei Cavalieri Teutonici. I cavalieri, che rimasero sulla difensiva, non si aspettavano un attacco congiunto e si stavano preparando per una doppia invasione – contro i polacchi lungo il fiume Vistola verso Danzica e contro i lituani lungo il fiume Nemunas verso Ragnit (Neman). Per contrattaccare alla minaccia percepita, Ulrich von Jungingen concentrò le sue forze in Schwetz (Świecie), una posizione centrale dalla quale le truppe potevano rispondere a un'invasione proveniente da qualsiasi direzione abbastanza rapidamente. Per tenere i piani segreti e fuorviare i Cavalieri, Jogaila e Vitoldo organizzarono numerose incursioni nei territori di confine, obbligando così i Cavalieri a tenere le loro truppe al proprio posto.
La prima parte della campagna di Grunwald consisteva nel radunare tutte le truppe polacco–lituane a Czerwinsk, un punto d'incontro lontano circa 80 chilometri dal confine prussiano, dove l'esercito congiunto attraversò il Vistola con un ponte di barche. Questa manovra, che necessitava precisione e coordinazione tra forze multietniche, fu portata a termine in una settimana circa, dal 24 al 30 giugno 1410. Dopo l'attraversamento, le truppe masoviane guidate da Siemowit IV e Janusz I si unirono all'esercito polacco–lituano. L'enorme forza cominciò la marcia a nord di Marienburg (Malbork), capitale prussiana, il 3 luglio. Il confine prussiano fu attraversato il 9 luglio. Non appena Ulrich von Jungingen comprese le intenzioni polacco–lituane, lasciò 3 000 uomini a Schwetz (Świecie) sotto Heinrich von Plauen e marciò con le sue forze principali per organizzare una linea di difesa sul fiume Drewenz (Drwęca) vicino a Kauernik (Kurzętnik). L'11 luglio, Jogaila decise di non attraversare il fiume in una posizione così fortemente difendibile, e invece di aggirare l'attraversamento andando verso la sorgente, a est, dove non c'erano grandi fiumi a separare il suo esercito da Marienburg. L'esercito teutonico seguì il fiume Drewenz verso nord, lo attraversò vicino a Löbau (Lubawa), quindi si mosse verso est in parallelo con l'esercito polacco–lituano. Quest'ultimo saccheggiò il villaggio di Gilgenburg (Dąbrówno). Von Jungingen era così infuriato dalle atrocità che giurò di sconfiggere gli invasori in battaglia.

### Battaglia di Grunwald

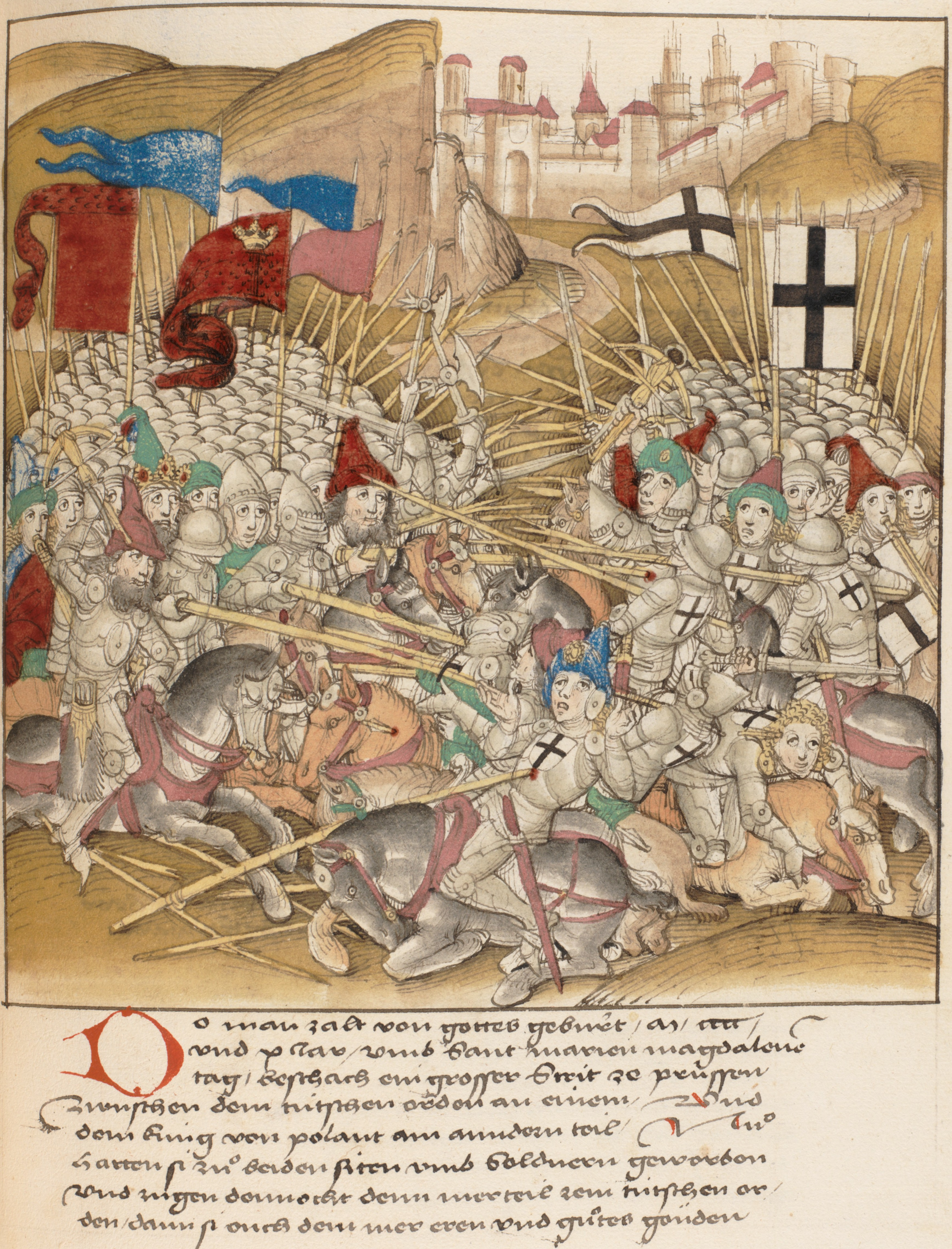
La battaglia raffigurata nel Berner Chronik di Diebold Schilling il Vecchio

La battaglia di Grunwald ebbe luogo il 15 luglio 1410 tra i villaggi di Grunwald, Tannenberg (Stębark) e Ludwigsdorf (Łodwigowo). Secondo le stime moderne, il numero di truppe va da 16 500 a 39 000 polacco–lituani e da 11 000 a 27 000 teutonici. L'esercito polacco–lituano era un crogiolo di nazionalità e religioni: le truppe polacco–lituane cattoliche combatterono fianco a fianco con i samogiti pagani, i ruteni ortodossi, e i tatari musulmani. Ventidue popoli diversi, perlopiù tedeschi, si sono uniti allo schieramento teutonico.
I Cavalieri sperarono di provocare i polacchi e i lituani ad attaccare per primi e mandarono due spade, conosciute come le "spade di Grunwald", per "assistere Jogaila e Vitoldo in battaglia". I lituani attaccarono per primi, ma dopo più di un'ora di combattimento, la cavalleria leggera lituana cominciò a battere in ritirata. Le ragioni della ritirata – se era dovuta a una sconfitta o a una tattica – sono ancora materia di dibattito. I combattimenti tra le forze polacche e teutoniche raggiunsero persino l'accampamento reale di Jogaila. Un Cavaliere attaccò direttamente il re Jogaila, che fu salvato dal segretario reale Zbigniew Oleśnicki. Dato che le truppe polacche stavano per vincere, i lituani rientrarono nella battaglia. Il Gran Maestro von Jungingen venne ucciso quando tentò di fare breccia nelle linee lituane. Circondati e senza comandante, i Cavalieri Teutonici cominciarono a ripiegare verso i loro accampamenti nella speranza di organizzare un forte difensivo. Tuttavia, la difesa fu presto rotta e l'accampamento depredato; secondo il racconto di un testimone oculare, morirono più Cavalieri lì che nel campo di battaglia.
La sconfitta dei Cavalieri Teutonici fu clamorosa. Morirono circa 8000 Teutoni e altri 14000 furono presi prigionieri. La maggior parte dei fratelli dell'Ordine fu uccisa, tra cui quasi l'intero comando Teutonico. L'ufficiale teutonico di rango più alto che riuscì a scappare fu il komtur di Elbląg, Werner von Tettinger. Quasi tutti i popolani e i mercenari prigionieri furono rilasciati poco dopo la battaglia, con la condizione che facessero rapporto a Cracovia l'11 novembre 1410. I nobili furono tenuti imprigionati e furono richiesti forti riscatti per il loro rilascio.

### Assedio di Marienburg

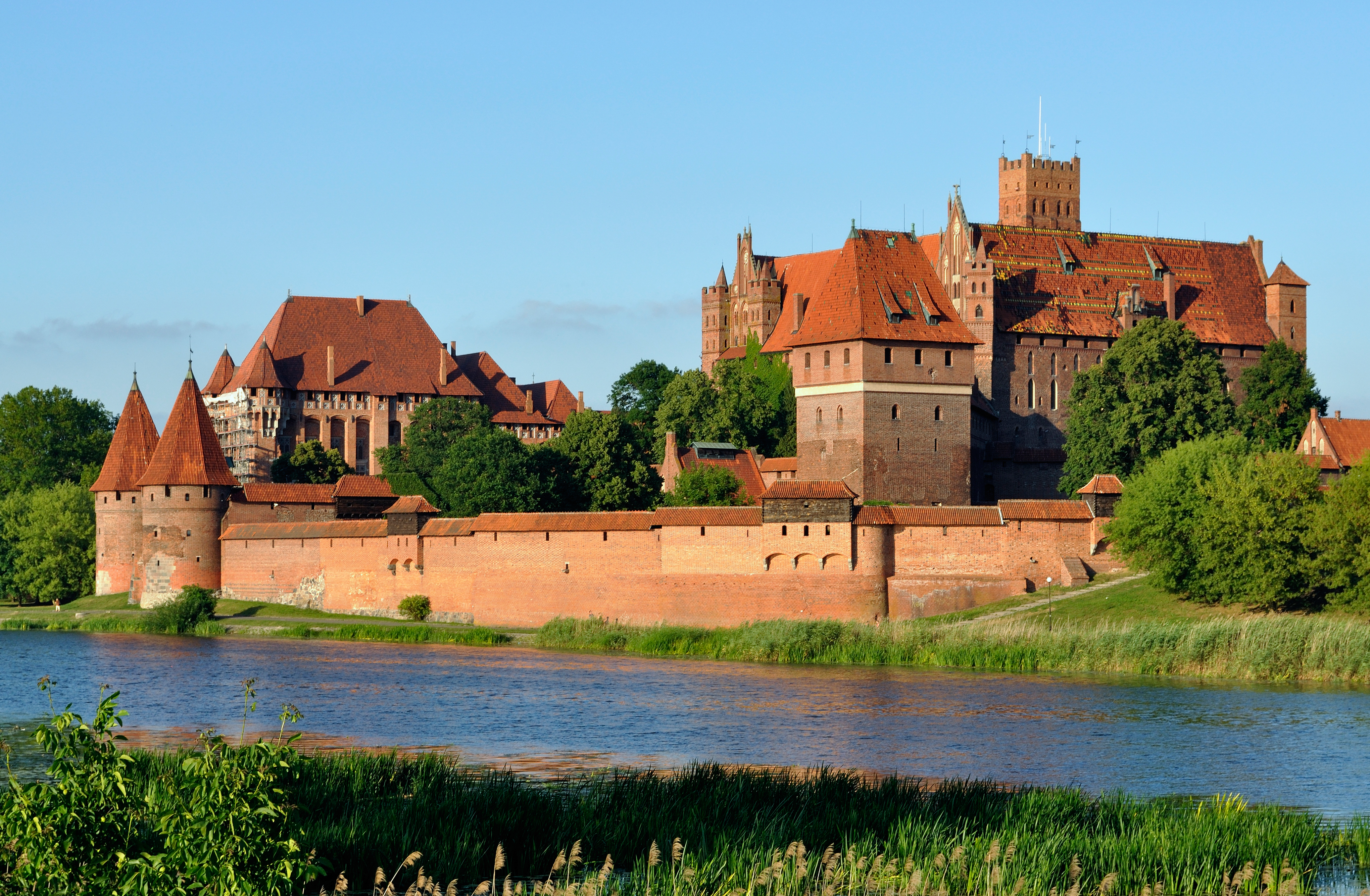
Il castello di Malbork, capitale dei Cavalieri Teutonici

Dopo la battaglia, le forze polacche e lituane ritardarono il loro attacco alla capitale teutonica di Marienburg (Malbork) stando nel campo di battaglia per tre giorni e poi marciando per una media di 15 chilometri al giorno. Le forze principali non raggiunsero la città fortemente fortificata di Marienburg fino al 26 luglio. Il ritardo diede a Heinrich von Plauen il tempo sufficiente per organizzare la difesa. Lo storico polacco Paweł Jasienica speculò che questa fu probabilmente una mossa intenzionale di Jogaila, che insieme con Vitoldo preferì tenere l'Ordine, umiliato ma non decimato, in gioco per non sconvolgere l'equilibrio di potere tra la Polonia (che avrebbe quasi certamente acquisito la maggior parte dei possedimenti dell'Ordine se fosse stato sconfitto totalmente) e la Lituania; tuttavia, una spiegazione definitiva è resa impossibile dalla mancanza di fonti primarie.
Jogaila, nel frattempo, mandò le sue truppe anche verso altre fortezze teutoniche, che nella maggior parte dei casi si arresero senza opporre resistenza, tra cui le grandi città di Danzica, Toruń ed Elbląg. Solo otto castelli rimasero in mano teutonica. Gli assedianti polacchi e lituani di Marienburg non erano pronti per un combattimento di lungo termine, e soffrirono di mancanza di munizioni, morale bassa, e un'epidemia di dissenteria. I Cavalieri fecero appello ai loro alleati e Sigismondo di Lussemburgo, Venceslao di Lussemburgo, e l'Ordine livoniano promisero aiuto finanziario e i rinforzi. L'assedio di Marienburg fu sollevato il 19 settembre. Le forze polacco–lituane lasciarono guarnigioni nelle fortezze che o vennero catturate o si arresero e tornarono a casa. Tuttavia, i Cavalieri riconquistarono rapidamente quasi tutti i castelli persi. Entro la fine di ottobre, solo quattro castelli teutonici lungo il confine rimasero in mano polacca. Jogaila radunò un nuovo esercito e assestò un'altra sconfitta ai Cavalieri nella battaglia di Koronowo il 10 ottobre 1410. A seguito di altri brevi combattimenti, entrambi gli schieramenti concordarono nel negoziare.

## Esito

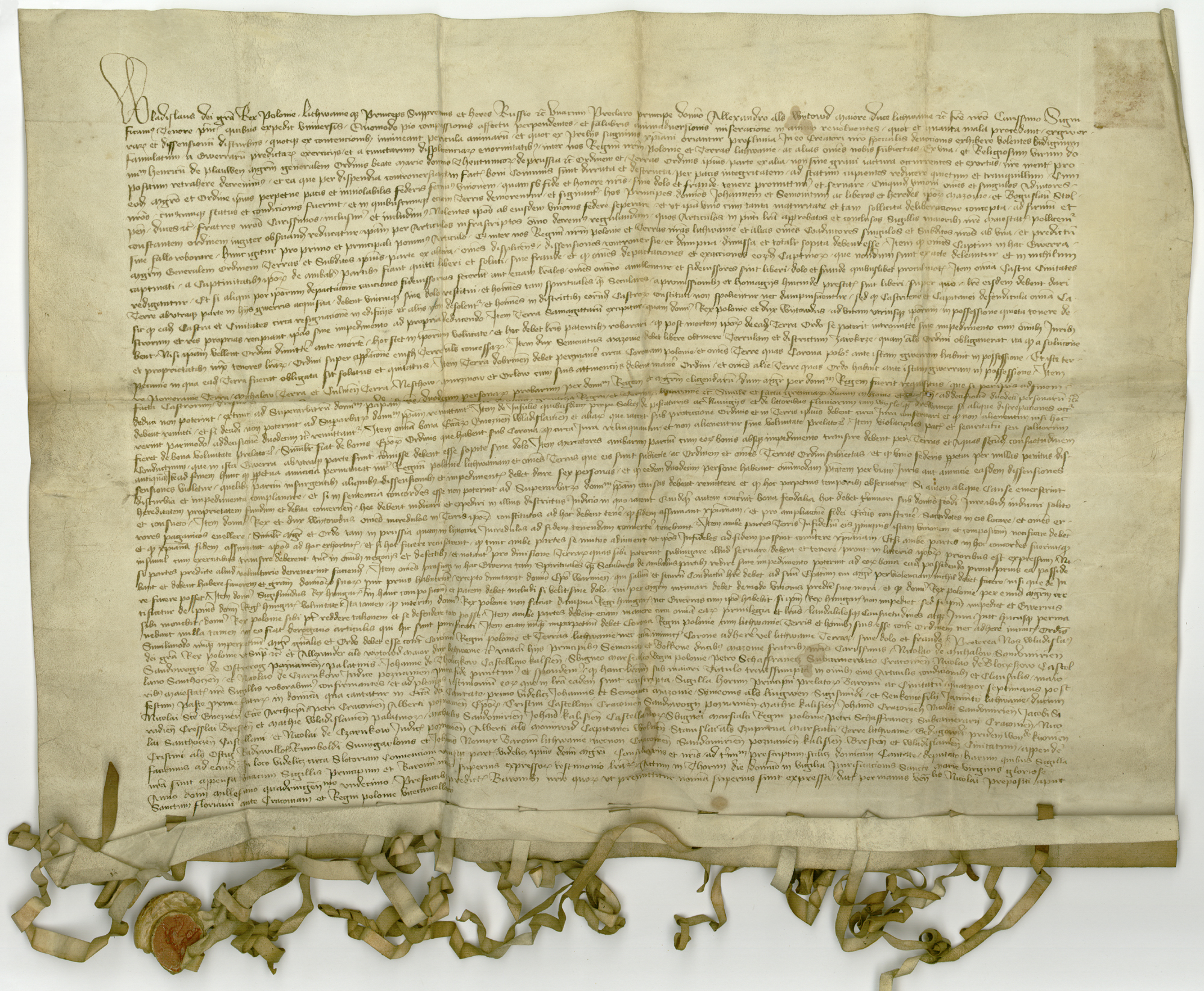
Trattato di Toruń (1411)

Il primo trattato di Toruń fu firmato il 1º febbraio 1411. Esso prevedeva che i Teutoni dovessero cedere la terra di Dobrzyń alla Polonia e che accettassero di rinunciare alle loro richieste per la Samogizia mentre Jogaila e Vitoldo sono in vita, anche se furono intraprese due guerre (la guerra della fame del 1414 e la guerra di Gollub del 1422) prima che il trattato di Melno risolvesse le contese territoriali in maniera permanente. I polacchi e i lituani non sono stati in grado di tradurre la loro vittoria militare in vantaggi diplomatici o territoriali. Ciò nonostante, il trattato di Toruń ha imposto una pesante pressione finanziaria sui cavalieri dalla quale non si sarebbero mai più ripresi. Dovettero pagare un'indennità in argento, pari a dieci volte il reddito annuale del Re d'Inghilterra, in quattro rate annuali. Per pagare, i cavalieri hanno fatto prestiti, confiscato oro e argento dalle chiese, e alzato le tasse. Due grandi città prussiane, Danzig (Danzica) e Thorn (Toruń), sono insorte contro l'aumento delle tasse. La sconfitta a Grunwald lasciò i cavalieri teutonici con poche forze per difendere i territori rimanenti. Dato che sia la Polonia sia la Lituania erano al tempo città cristiane, i cavalieri ebbero difficoltà a reclutare nuovi crociati volontari. I Gran maestri allora dovettero fare affidamento su truppe mercenarie, che fu un duro colpo alle loro già impoverite finanze. I conflitti interni, il declino economico, e l'aumento delle tasse portò a instabilità e alla fondazione della Confederazione Prussiana nel 1441. Ciò, a sua volta, condusse a una serie di conflitti che culminarono nella guerra dei tredici anni, che si concluse nel 1466 con il secondo trattato di Toruń.